# Канаш, Халина
Хали́на Ка́наш (пол. Halina Kanasz; 30 января 1953, Хенриково) — польская саночница, выступала за сборную Польши в 1970-х годах. Участница двух зимних Олимпийских игр, серебряная и бронзовая призёрша чемпионатов Европы, участница многих международных турниров и национальных первенств.

## Биография
Халина Канаш родилась 30 января 1953 года в деревне Хенриково в Варминьско-Мазурском воеводстве. В молодости переехала в город Карпач, где присоединилась к санно-бобслейному клубу «Сьнежка» и вскоре начала показывать довольно неплохие результаты. На международном уровне дебютировала в возрасте восемнадцати лет, на юниорском чемпионате Европы в Чехословакии заняла пятое место, тогда как на взрослом чемпионате мира в итальянской Вальдаоре была шестой. В 1972 году расположилась на шестой позиции в зачёте европейского первенства в Кёнигсзе и благодаря череде удачных выступлений удостоилась права защищать честь страны на зимних Олимпийских играх в Саппоро — в итоге разделила здесь шестую строку со своей соотечественницей Веславой Мартыкой.
После Олимпиады Канаш осталась в основном составе национальной сборной и продолжила принимать участие в крупнейших международных турнирах. Так, в 1973 году она закрыла десятку сильнейших на чемпионате мира в немецком Оберхофе, ещё через год завоевала серебряную медаль на чемпионате Европы в Куфштайне и заняла шестое место на мировом первенстве в Кёнигсзе. В сезоне 1975 года добыла ещё одну медаль чемпионата Европы, на сей раз бронзовую, а также побывала на чемпионате мира в шведском Хамарстранде, где немного не дотянула до призовых позиций — остановилась на четвёртой строке женского одиночного зачёта. Находясь в числе лидеров польской команды, прошла квалификацию на Олимпийские игры 1976 года в Инсбрук, однако выступила здесь заметно хуже предыдущего раза, вынуждена была довольствоваться четырнадцатым местом. Вскоре после этих соревнований Халина Канаш приняла решение завершить карьеру спортсменки, уступив место в сборной молодым польским саночницам.